# 商那和修

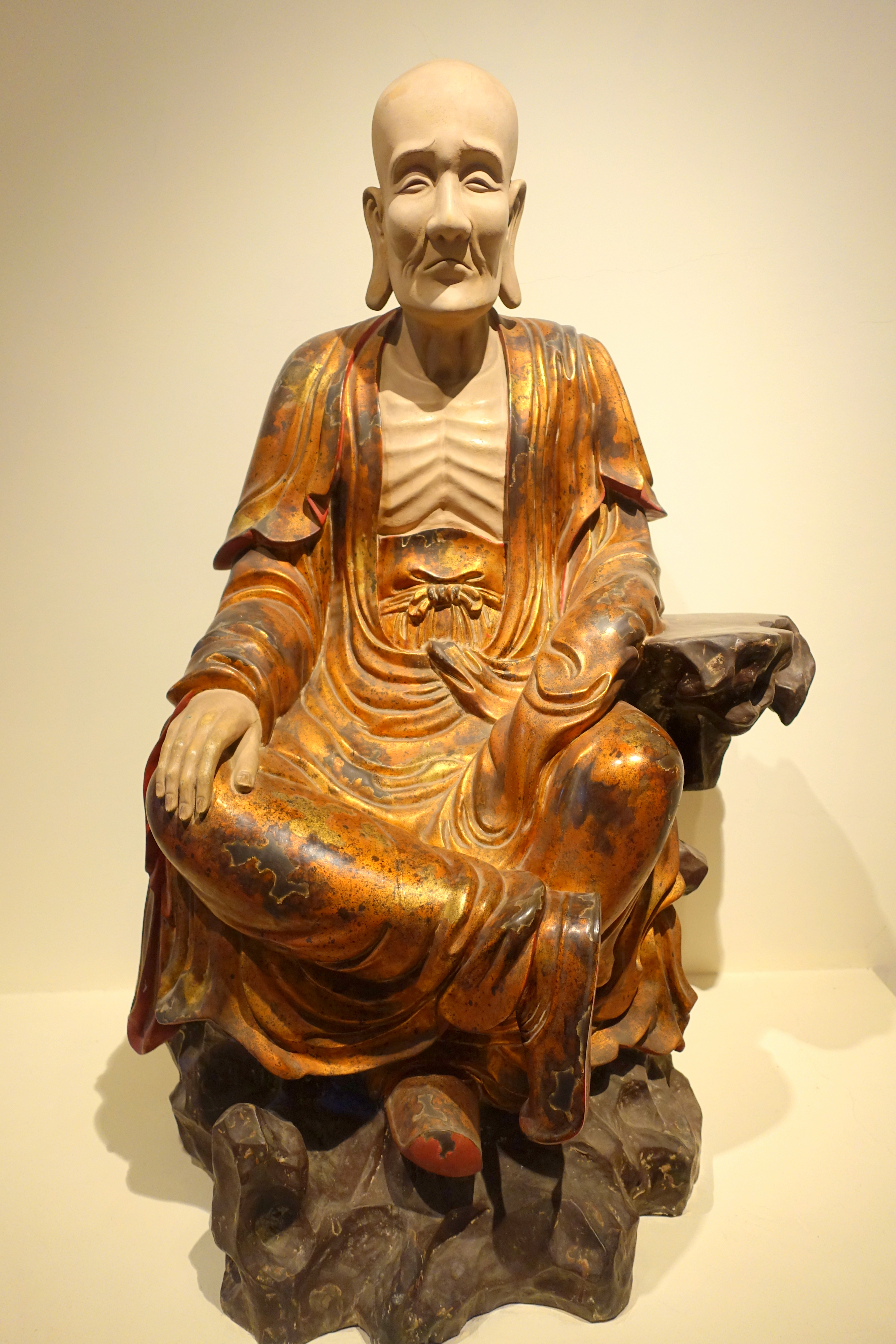
商那和修

商那和修（しょうなわしゅ、サンスクリット：Śāṇavāsa（शाणवास））は、古代インドマトゥラー生まれの阿難の弟子の一人。日本の曹洞宗は阿難の跡を継いで仏法付法蔵の第3祖であるとする。優婆掬多（うばくった）に法を付嘱した。

## 伝記
- 『伝光録』（瑩山紹瑾述、宗典編纂委員会編、曹洞宗務庁、2007年）